# Кондратський Олександр Матвійович
Кондратський Олександр Матвійович (1 серпня 1895, Миколаїв — 6 січня 1984, Київ) — український режисер-документаліст.

## Життєпис
Народ. 1 серпня 1895 р. у м. Миколаєві в родині робітника. Помер 6 січня 1984 р. в Києві. Був художником-ліногравером у газетах і журналах, виступав у театрі, знімався у фільмах ВУФКУ і Московської кінофабрики Держкіно, працював на Ленінградській кінофабриці «Союзкіно» (1930—1931) і Московській студії «Техфільм» (1932—1941). Учасник Другої світової війни. В 1945—1965 рр. був режисером студії «Київнаукфільм».
Створив стрічки: «Незвичайна сосна» (1949), «З вогнем не жартуй» (1950), «На вулицях міста» (1951), «Прискорені процеси виробництва виробів будівельної кераміки» (1953), «Як будується дім» (1954), «Каменярські роботи» (1954), «Обробка металів» (1956), «Електрика у побуті» (1957), «Електричне зварювання металів» (1958), «Будівництво теплової електростанції у збірному залізобетоні» (1959), «Ми попереджаємо», «Одна хвилина» (1960), «Техніка безпеки санітарно-технічних робіт» (1961), «Виробництво штучних заповнювачів для легкого бетону» (1962), «Жаростійкий бетон, залізобетон і конструкції з них» (1963), «Виробництво тарного картону» (1965) та ін. Автор сценаріїв фільмів: «Сибірська Швейцарія» (1931), «Газове зварювання» (1932), «Автостоп інженера Танцюри» (1954), «Виробництво парафіну і депарафінізація масел» (1967), «Підприємства важкого машинобудування» (1968), «Харчова промисловість — сільському господарству» (1969), «Нове в техніці і технології цементного виробництва» (1971).
Був членом Спілки кінематографістів України.